# Pałac Dicksona w Göteborgu
Pałac Dicksona (szw. Dicksonska Palatset) – zabytkowa, neorenesansowa willa, usytuowana w centrum Göteborga przy Parkgatan 2.

## Historia
Rezydencja została wzniesiona na zamówienie przedsiębiorcy Oscara Dicksona, według projektu londyńskiego architekta W.A. Boulnois. Budowę rozpoczęto w 1859 roku pod kierunkiem J.P. Rappa. Trzypiętrowa willa o trzydziestu pokojach, stanęła gotowa w 1862 r. Najwytworniejszym pomieszczeniem był salon. Jego ściany zdobiły reliefy wykonane przez włoskiego rzeźbiarza Belliniego, a także ogromne lustra. Podłogę z drzewa cedrowego z Libanu upiększał gwieździsty wzór. Salon zdobiły również stylowe meble, drapowane zasłony, kryształowe żyrandole i złote gzymsy.

Rezydencję często odwiedzały znane w Szwecji osobistości. W willi Dicksonów gościł król Oskar II oraz badacz i podróżnik Adolf Erik Nordenskiöld, którego kilka ekspedycji Dickson sfinansował.
Po śmierci Dicksona w 1897 r., willa należała do jego żony, Mariki von Rosen, a po jej śmierci do ich syna, Osborne. Po jego śmierci, na początku lat 20., właścicielką rezydencji została Hanna Lindmark, która prowadziła w Szwecji kilka szkół dla dziewcząt, tzw. Margaretaskolor. Szkoła mieściła się do lat 40.
W 1968 r. budynek przeszedł w ręce spółki AB Göta Lejon. Dwa lata później rezydencję nabyło miasto Göteborg.
Od 21 grudnia 1973 r. znajduje się w szwedzkim rejestrze zabytków.